# Чатал
Чатал (тур. Çatal Adası, Çatalada) — остров в Турции. Расположен в проливе Чукаадасы Эгейского моря, между островом Калимнос и полуостровом Бодрум, у юго-западного побережья Малой Азии. Северная и южная часть острова соединены узким и низким перешейком. Из-за этой формы остров и получил своё название (тур. çatal — «раздвоенный»). Наивысшая точка северной части — 98 м, южной — 52 м над уровнем моря.
Восточнее расположен греческий остров Цукка (Топан), южнее — Топан (Лодо), Чука, Сарыот и Тюйлюдже.